# Kihnu Kommune
Kihnu Kommune (estisk: Kihnu vald) er en landkommune (estisk: vald) i Estland beliggende i amtet Pärnumaa. Kommunen dækker øen Kihnu foruden et par andre småøer. Kommunen har et areal på 17 km2
og et befolkningstal på 529 (2023) indbyggere.